# Cantó de Vinçà
El cantó de Vinçà fou fins a l'any 2014 una divisió administrativa i política francesa composta per 18 comunes del Rosselló, del Conflent i una de la Fenolleda, amb capitalitat a la vila de Prada, al Conflent.

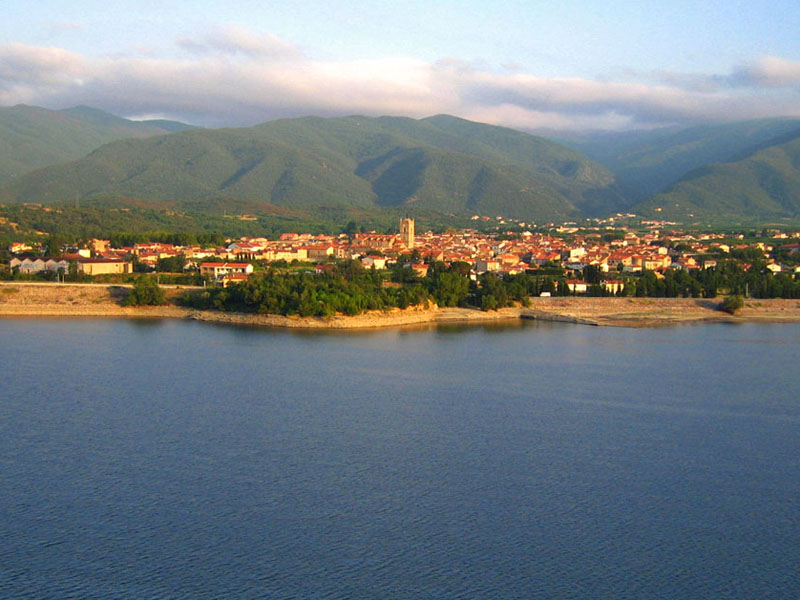
Pantà de Vinçà

## Composició
- Del Rosselló:
  - Illa
  - Bulaternera
  - Sant Miquel de Llotes
  - Bula d'Amunt
  - Prunet i Bellpuig
  - Vallestàvia
  - Casafabre
- Del Conflent:
  - Vinçà (capital del cantó)
  - Marqueixanes
  - Rigardà
  - Jóc
  - Finestret
  - Estoer
  - Espirà de Conflent
  - Rodès
  - Glorianes
  - Vallmanya
- De la Fenolleda:
  - Montalbà del Castell (oc: Montalban del Castèlh)

En la nova divisió administrativa del 2014, aquest cantó va ser suprimit, i totes les seves comunes s'integraren en el cantó del Canigó.

## Consellers Generals
| Data inicial | Fi del mandat | Nom                       | Partit                  |                                                                                  |
| 1790         | 1792          | Sébastien Escanyé         | Republicà               | Alcalde de Vinçà                                                                 |
| 1810         | 1815          | Sébastien Escanyé         | Republicà               | Alcalde de Vinçà                                                                 |
| 1830         | 1831          | Sébastien Escanyé         | Republicà               | Alcalde de Vinçà                                                                 |
| 1833         | 1836          | Auguste Lacour            |                         |                                                                                  |
| 1836         | 1848          | Joseph de Lacroix         |                         |                                                                                  |
| 1848         | 1856          | François Jaubert de Passa |                         | Agrònom, historiador i humanista President del Consell General (1848-1853)       |
| 1870         | 1871          | Joseph de Gelcen          |                         |                                                                                  |
| 1871         | 1880          | Lazare Escarguel          | Republicà               | Moliner a Perpinyà Diputat (1871-1882) Senador (1882-1891)                       |
| ?            | 1894 †        | Sauvy                     | Republicà               |                                                                                  |
| 1894         | ?             | Jacques Selva             | Republicà               | Jutge de pau a Castellnou d'Arri                                                 |
| 1898         | 1925 †        | Étienne Batlle            | AD                      | Metge i farmacèutic Alcalde d'Illa Diputat a l'Assemblea Nacional (1919-1924)    |
| 1925         | 1940          | Joseph Denis              | Radical                 | Alcalde de Perpinyà (1912-1929)                                                  |
| 1934         | 1940          | Jean Peyrevidal           | Radical                 | Alcalde de Vallmanya (1935-1938)                                                 |
| 1945         | 1951          | André Gendre              | PCF                     | Empresari agrícola i restaurador a Millars                                       |
| 1951         | 1958          | Jean Pons                 | SFIO                    | Alcalde d'Illa (Rosselló) (1947-1954)                                            |
| 1958         | 1964          | Henri Conte               | SFIO                    | Alcalde de la Tor de França Primer adjunt a l'alcaldia de Clichy (Alts del Sena) |
| 1964         | 1982          | Lucette Pla-Justafré      | PCF                     | Alcaldessa d'Illa (1977-1983)                                                    |
| 1982         | 2008          | Henri Soler               | UDF i posteriorment DVD | Alcalde d'Illa (1983-2001)                                                       |
| 2008         | 2009 †        | Henri Demay               | PS                      | Alcalde d'Illa (2001-2009)                                                       |
| 2009         | 2014          | Marie-Thérèse Casenove    | PS                      |                                                                                  |